# Bradina aureolalis
Bradina aureolalis là một loài bướm đêm trong họ Crambidae.